# 제96회 아카데미상
제96회 아카데미 시상식이 영화 예술 과학 아카데미(AMPAS) 주관으로 2024년 3월 10일 로스앤젤레스 할리우드 돌비 극장에서 열렸다. 갈라 기간 동안 AMPAS는 2023년 개봉한 영화를 기리는 23개 부문의 아카데미상(일반적으로 오스카상이라고 함)을 시상했다. ABC를 통해 미국에서 방영된 이 시상식은 라지 카푸어, 케이티 멀란 및 몰리 맥니어니가 제작을 맡았고 해미시 해밀턴이 감독을 맡았다. 코미디언 지미 키멀이 네 번째로 쇼를 진행했다. 2017년에 열린 제89회 시상식을 처음 주재했으며, 가장 최근에는 전년도 시상식의 사회를 맡았다.
관련 행사에서 아카데미는 2024년 1월 9일 할리우드 오베이션 할리우드(Ovation Hollywood) 단지의 레이 돌비 볼룸(Ray Dolby Ballroom)에서 제14회 거버너스 시상식(Governors Awards)을 개최했다. 아카데미 과학기술상은 2024년 2월 23일 로스앤젤레스 아카데미 영화 박물관에서 열린 기념식에서 진행자 너태샤 리온이 수여했다.
오펜하이머 (영화)는 최우수 작품상을 포함해 7개 상을 수상했다. 다른 수상작으로는 가여운 것들(4개 상), 존 오브 인터레스트(2개 상), 아메리칸 픽션, 추락의 해부, 바비 (2023년 영화), 그대들은 어떻게 살 것인가, 고지라-1.0, 바튼 아카데미, 더 라스트 리페어 샵, 마리우폴에서의 20일, 워 이즈 오버!, 기상천외한 헨리 슈거 이야기(1개 상)이 있다. 이 방송은 미국에서 1,950만 명의 시청자를 모았다.